# Christian Friedrich von Glück

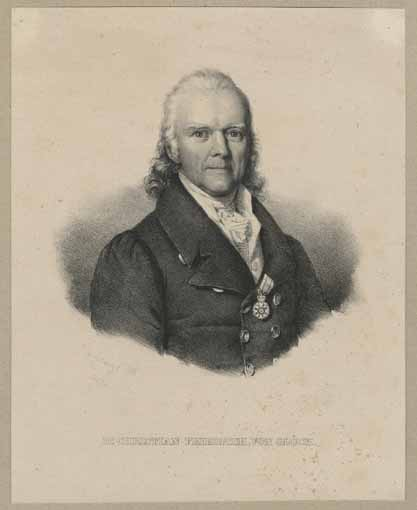
Christian Friedrich von Glück

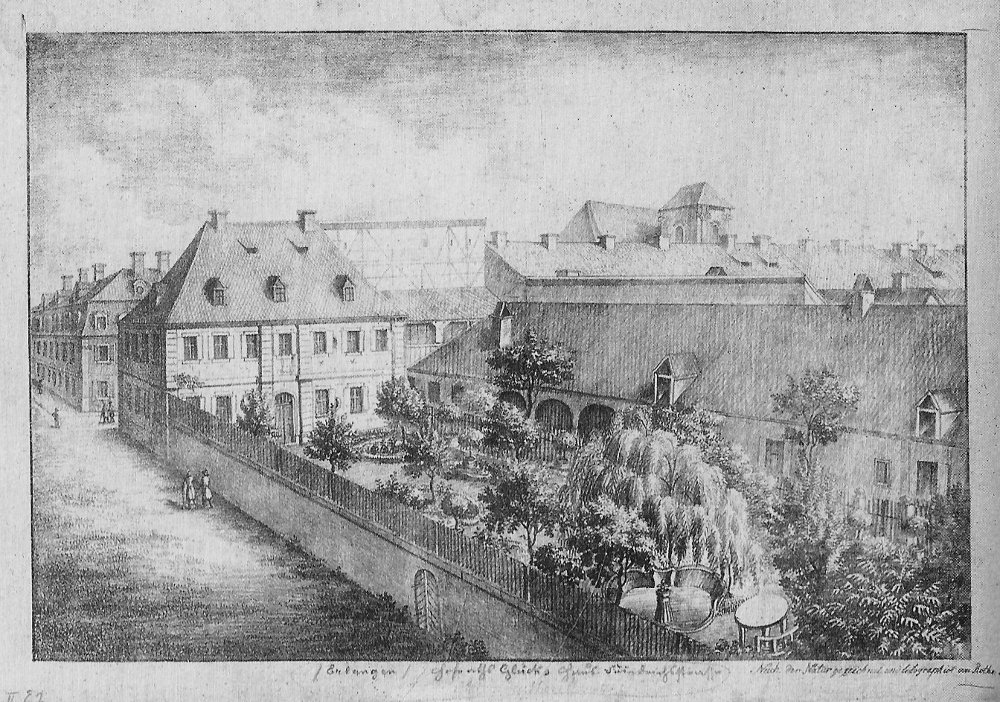
Das Lynckersche Palais, Christian Friedrich von Glücks Wohnsitz in Erlangen, um 1825

Christian Friedrich Glück, ab 1827 von Glück , (* 1. Juli 1755 in Halle (Saale); † 20. Januar 1831 in Erlangen) war ein deutscher Rechtswissenschaftler. Er gilt als bedeutender Vertreter des Usus modernus pandectarum. 

## Leben und Werk
Christian Friedrich Glück studiert von 1770 bis 1776 an der Universität Halle, und am 16. April 1777 erhält er seinen Doktortitel. Nach sieben Jahren als Privatdozent in Halle entscheidet er sich im Jahr 1784 für die Erlanger Universität und wird dort fünfter Professor der Rechtswissenschaft. Zu dieser Zeit lebte er in der Friedrichstr. 35. In diesem Hause, nahe dem Bohlenplatz, ist nun die städtische Musikschule angesiedelt. Zu seiner Erinnerung ist an der Fassade des Gebäudes eine Tafel angebracht, welche die Inschrift „Hier wohnte Pandektist Prof. Dr. Christian Friedrich von Glück (1784-1831)“ trägt. 
Im Jahr 1785 heiratet er Wilhelmine Elisabeth Geiger, Tochter des Erlanger Rechtsprofessors Johann Burkhard Geiger. Aus der Ehe gehen zwei Söhne, Christian Carl von Glück (1791–1867) und Christian Wilhelm Glück (1810–1866), und eine Tochter hervor. 
Christian Friedrich von Glück starb am 20. Januar 1831 in Erlangen. 
Sein Hauptwerk ist die Ausführliche Erläuterung der Pandekten (Erlangen 1790–1830, 34 Bde.). Die Methode der Auseinandersetzung mit den justinianischen spätantiken Pandekten (lat. Digesten) wird der Spätphase des Usus modernus pandectarum zugerechnet.
1827 wurde Christian Friedrich von Glück der Verdienstorden der Bayerischen Krone verliehen, womit die Nobilitierung verbunden war. Im selben Jahr ernannte ihn die Stadt Erlangen zum Ehrenbürger; seit 1884 ist dort eine Straße nach benannt: die Glückstraße.